# 오트키르 술토노프
오트키르 투흐타무라도비치 술토노프(우즈베크어: Oʻtkir Toʻxtamurodovich Sultonov, 러시아어: Утки́р Тухтамура́дович Султа́нов 웃키르 투흐타무라도비치 술타노프[*], 1939년 7월 14일 ~ 2015년 11월 29일)는 우즈베키스탄의 두 번째 총리였다. 1995년에 총리가 되었으며 2003년에 샤브카트 미르지요예프에게 후임으로 총리직을 넘겨주었다.